# Crackerjack! (TV-programma)
Crackerjack! is een Britse kindertelevisieserie die aanvankelijk werd uitgezonden op de BBC Television Service tussen 14 september 1955 en 21 december 1984 (zonder serie in 1971). De serie was een variétéprogramma met komische sketches, zangers en quizzen, live uitgezonden met publiek.
Crackerjack! keerde terug in 2020. De serie werd gepresenteerd door Sam & Mark, met een uitroepteken toegevoegd aan de oorspronkelijke titel, en werd vanaf 17 januari uitgezonden op CBBC. De tweede heropleving van de serie werd uitgezonden van december 2020 tot en met maart 2021.
Tijdens de eerste lange voorstelling traden onder andere Eamonn Andrews, Max Bygraves, Leslie Crowther, Ed "Stewpot" Stewart, Jack Douglas, Stu Francis, Peter Glaze, Don Maclean, Michael Aspel, Little and Large, Jan Hunt, The Krankies, Basil Brush, Geoffrey Durham, Bernie Clifton en Ronnie Corbett op.
Artiesten die als zangers/dansers optraden en de presentator assisteerden bij spelletjes, waren onder andere Sally Ann Triplett (serie 26), Julie Dorne-Brown (serie 27-28) en Ling Tai (serie 29).